# She-Wolves of the Wasteland
She-Wolves of the Wasteland, también conocida como Phoenix the Warrior, es una película posapocalíptica estadounidense de 1988 dirigida por Robert Hayes y protagonizada por Persis Khambatta, Kathleen Kinmont y Peggy McIntaggart.

## Argumento
Después de una guerra mundial librada con agentes biológicos, se cree que todos los hombres y la mayoría de las mujeres del planeta han sido asesinados. La Reverenda Madre (Sheila Howard) busca salvar a la raza humana de la extinción creando una raza de supermujeres controlando los bancos de esperma. Los efectos de la guerra han dejado al mundo en un páramo posapocalíptico. Si bien no es de conocimiento general, la Reverenda Madre dispuso que los hombres supervivientes fueran asesinados como una forma de tomar poder sobre el mundo entero.
Una mujer embarazada llamada Keela escapa del centro de cría y huye con Phoenix, un cazador de arena que la salva. Si bien la Reverenda Madre solo quiere que nazcan niñas, el hijo de Keela es varón, ya que los líderes del centro de cría no están de acuerdo con la política de solo mujeres. Ocho años después de dar a luz a un niño varón, las fuerzas de la Reverenda Madre capturan al niño y dan por muertos a Keela y Phoenix.
Sin embargo, son salvados por un cazarrecompensas llamado Neon. Además, conocen al hombre que puede ser el último varón en la Tierra. El grupo de mujeres lucha por salvar al niño atacando la fortaleza de la Reverenda Madre.

## Reparto
- Persis Khambatta como Cobalt.
- Kathleen Kinmont como Phoenix
- Peggy McIntaggart (acreditada como Peggy Sands) como Keela.
- James H. Emery como Guy.
- Sheila Howard como Reverenda Madre / Badger.
- Nina Jaffe como Chainsaw.
- Courtney Caldwell como Motociclista / T-Bird.
- Skyler Corbett como Skyler.
- Lore de Nuccio como Neon.
- Linda Santo como Snapper.
- B. B. Bowen como Ginsu.
- Maria Michi como hermana fugitiva.
- Kathy Armstrong como camarera / locutora de arena.
- Roxanne Kernohan como Meda.
- Pippa Danyon como Rattail.
- Dusty Woods como Mohawk.
- Kastle como Chica psicópata.
- Isis Richardson como Riptide.
- Veronica Carothers como Suga.
- Miranda Fredericks como Dreadlock.
- Susan Overman como Blondie.
- Ginger Justin como Cabello Naranja.
- Barbara Buck como Esclava.
- Bonita Money como Bailarina de serpientes.
- Marta May como Prostituta.
- Buffy Fletcher como directora Rezule.
- Andy Harrington como segunda Rezule.
- Kimberley Casey como Scratch / guerrera Rezule.

## Lanzamiento
Debutó en VHS en 1988 con el título Phoenix the Warrior.
Echo Bridge Entertainment lo lanzó en DVD en Estados Unidos el 6 de noviembre de 2007.

## Recepción
TV Guide encontró que la trama era escasa, pero aun así recomendó la película. Patrick J. Mullen de As Vast as Space and as Timeless as Infinity escribió que, si bien encontró interesante la premisa, la película hizo poco con ella.